# Tsushimastroom
De Tsushimastroom (TWC) is een warme zeestroom in het noordwesten van de Grote Oceaan in de Japanse Zee die in noordoostelijke en noordelijke richting stroomt. De zeestroom ligt voor de westkust van de Japanse eilanden Kyushu, Honshu en Hokkaido.
Ten zuiden van Japan stroomt de Kuroshio die voor de zuidkust van de archipel in noordoostelijke richting afbuigt. Voor deze afbuiging takt er een zeestroom af in noordelijke richting, de Tsushimastroom, die ten westen van de Japanse archipel tussen Japan en Noord-Korea door de Straat Korea noordwaarts stroomt. Na het passeren van de zeestraat takt er een zeestroom af in noordelijke richting, de Oost-Koreastroom, die langs de Koreaanse oostkust voert.
Langs de noordkust van de Japanse Zee stroomt de koude Limanstroom die uit het noorden afkomstig is.
Ten noorden van het eiland Hokkaido stroomt er een tak van de Tsushimastroom richting het oosten, onder invloed van de koude Limanstroom, door de Straat La Pérouse tussen Hokkaido en Sachalin als de Soyastroom naar de Zee van Ochotsk.
De zeestroom stroomt door de mariene ecoregio Japanse Zee.